# Sheffield
Sheffield es una ciudad y municipio metropolitano perteneciente al condado de Yorkshire del Sur, Inglaterra, Reino Unido.
Según el censo de 2008, su población es de aproximadamente 534 500 habitantes. Es además muy activa debido a su numerosa comunidad de estudiantes (cuenta con varias universidades) y su comercio.
Es una de las pocas ciudades que cuenta con un parque nacional a las afueras, conocido como Peak District (Distrito de Picos). Su nombre deriva del río Sheaf que atraviesa la ciudad.
Como curiosidad cabe destacar que en la ciudad se rodó la película The Full Monty y que de esta proceden artistas como Def Leppard, Arctic Monkeys, Moloko, Pulp, The Human League, Bring Me The Horizon, While She Sleeps, Milburn, Heaven 17, Paul Carrack, Joe Cocker y Reverend and the Makers.
Es también la sede de algunos de los clubes históricos del fútbol inglés, como el Sheffield United y el Sheffield Wednesday, incluyendo al club de fútbol más antiguo del mundo, el Sheffield FC, y el estadio de fútbol más antiguo, el Sandygate Road, del Hallam Football Club.

## Historia
El área conocida como la ciudad de Sheffield había sido habitada desde al menos la última época glacial, pero los asentamientos que formaron Sheffield datan de la segunda mitad del primer milenio, y eran de origen anglosajón y del Danelaw. En tiempos anglosajones el área de Sheffield extendió su frontera entre los reinos de Mercia y Northumbria. La Crónica anglosajona relata cómo el rey Eanred de Northumbria fue sometido por el rey Egberto de Wessex en la aldea de Dore (actual suburbio de Sheffield) en el año 829. Este acto hizo a Egbert ser el primer sajón en reclamar ser el rey de toda Inglaterra. Después de la conquista normanda, el castillo de Sheffield fue construido para controlar los asentamientos locales, y aquella pequeña ciudad se convirtió en núcleo de la actual Sheffield.
En el año 1296, se estableció un mercado en lo que ahora se conoce como el Castillo Square. Posteriormente Sheffield creció como una pequeña ciudad mercado. En el siglo XIV Sheffield fue célebre por la producción de cuchillos, como menciona Geoffrey Chaucer en sus Cuentos de Canterbury. En 1600 se convirtió en el principal centro de las producción de cuchillería en Inglaterra, supervisado por la Company of Cutlers in Hallamshire.

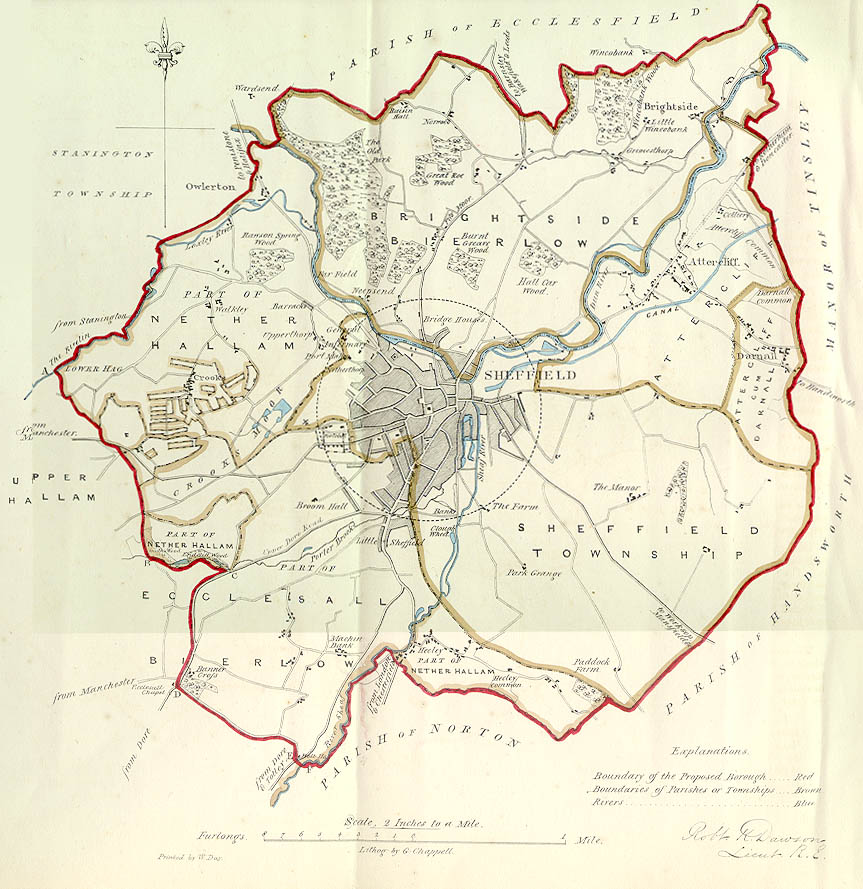
Mapa de Sheffield en 1832

En los años 1740 se perfeccionó el proceso de elaboración del acero de crisol, lo que permitió la obtención de una mejor calidad de acero. Casi en el mismo momento se elaboró una técnica que permitía fundir una hoja fina de plata sobre un lingote de cobre, siendo el material resultante conocido como Sheffield plate. Estas innovaciones estimularon el crecimiento de Sheffield como una ciudad industrial. Sin embargo, la pérdida de algunos importantes mercados de exportación condujo a una recesión a finales del siglo XVIII y comienzos del siglo XIX. Las pobres condiciones resultantes culminaron en una epidemia de cólera que mató a 402 personas en 1832. La Revolución industrial produjo que la población de Sheffield aumentara rápidamente durante el siglo XIX. Gracias a esto Sheffield fue incorporada como un borough en 1843 y consagrada con el título de ciudad en 1893.
La gran afluencia de gente requirió de mejores suministros de agua, por ende, nuevos embalses fueron construidos en las cercanías de la ciudad. El desmoronamiento del muro de uno de estos depósitos en 1864 dio lugar a la gran inundación de Sheffield, que mató a 270 personas y devastó grandes zonas de la ciudad. La creciente población también condujo a la construcción de un gran número de barrios, que, junto con la severa contaminación de las fábricas, inspiraron a George Orwell, a escribir en 1937: "Sheffield, supongo, que podría reclamar justamente ser la ciudad más sucia del Viejo Mundo".
Una recesión en los años 1930 sólo fue una interrupción, causada por la creciente tensión internacional como la guerra que se avecinaba (Segunda Guerra Mundial). Las fábricas de acero de Sheffield fueron puestas a trabajar, elaborando armas y municiones para la guerra. Como resultado, una vez que la guerra fue declarada, la ciudad se convirtió en un blanco de bombardeos. El ataque más fuerte ocurrió en las noches del 12 y 15 de diciembre de 1940 (ahora conocido como Sheffield Blitz), cuando se perdieron más de 660 vidas y numerosos edificios fueron destruidos.
En los años 1950 y los años 1960, muchos de los barrios fueron demolidos y substituidos por nuevas viviendas. También varias partes de la ciudad fueron despejadas para hacer un nuevo sistema de caminos. El incremento de la automatización y de la competencia desde el exterior da como resultado el cierre de muchas plantas siderúrgicas. En los años 1980 cayeron muchas de las industrias de Sheffield (al igual que muchas otras del Reino Unido). Entre los años 1984 y 1985, la huelga de los mineros afectó la explotación del carbón del este y el noreste de Sheffield, aunque es improblable que haya tenido un fuerte impacto en la economía de la ciudad. La construcción del centro comercial Meadowhall sobre el emplazamiento de una antigua acería en 1990 fue una buena situación y a la vez mala. Buena debido a la creación de puestos de trabajos, pero lo negativo fue que esta construcción marcó el rápido declive del centro de la ciudad. Los intentos para regenerar la ciudad comenzaron en 1991 cuando fue sede de las Universiadas, esto significó la creación de nuevas instalaciones deportivas como el Arena Sheffield, el Estadio de Don Valley y el complejo de Ponds Forge.
En la actualidad la ciudad está cambiando rápidamente mientras que los nuevos proyectos apuntan a regenerar algunas de las partes más desmanteladas de la ciudad. Uno de esos proyectos es el Heart of the City Project. Con este la ciudad ha visto la realización de algunos trabajos en el centro de ciudad, como por ejemplo, la renovación de los Jardines de la Paz en 1998, la inauguración del edificio de las Galerías de Milenio en abril del 2001, además de los Jardines de Invierno, que fueron inaugurados el 22 de mayo de 2003. Para unir estas dos últimas áreas se creó la Plaza Milenio, terminada el mayo de 2006. Otros proyectos incluyeron remodelar la Plaza Sheaf, ubicada al frente de la recientemente reestructurada estación de trenes. La nueva plaza contiene una escultura llamada The Cutting Edge, diseñada por Si Applied Ltd. y hecha con acero de la misma ciudad.

## Gobierno y política

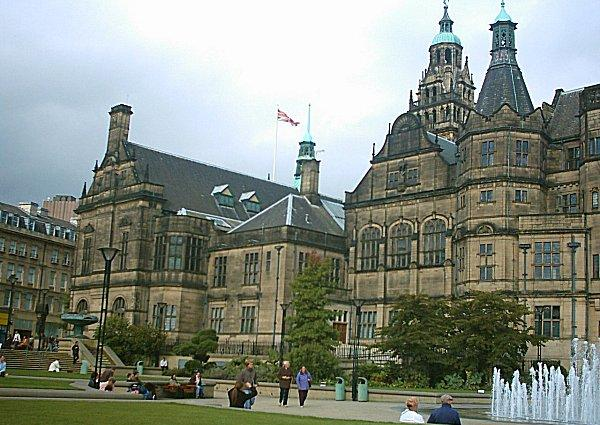
Cámara Municipal de Sheffield.

Sheffield es gobernada por los miembros electos del Concejo de la ciudad de Sheffield, institución fundada en 1843. Este concejo ha sido controlado mayoritariamente por el Partido Laborista. Sin embargo, hubo un breve período de control Liberal Demócrata entre los años 1999 y 2002. Está conformado por 84 concejales. La ciudad también tiene un alcalde. En el pasado la “Oficina del Alcalde” tenía autoridad considerable, y llevó con ella los poderes ejecutivos sobre las finanzas y los asuntos del consejo de ciudad. Actualmente sólo cumple un rol ceremonial.
En el 2004-2005 el presupuesto del Ayuntamiento de 1229 millones de libras fue distribuido como sigue:
- Educación, 33 %
- Viviendas, 25 %
- Servicios Sociales, 17 %
- Otros servicios, 11 %
- Carreteras, transporte y planeamiento, 6 %
- Ocio y turismo, 5%
- Colección y disposición de la basura, 2 %
- Salud Ambiental, 1 %

## Geografía

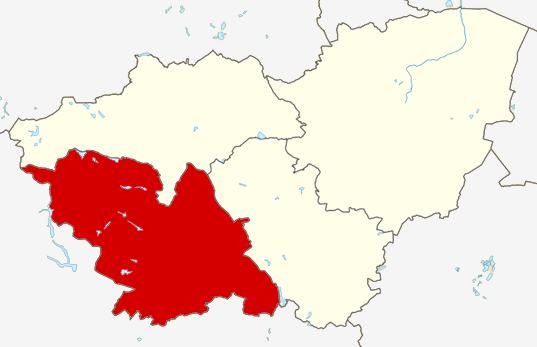
Ubicación de Sheffield en el condado de Yorkshire del Sur.

Sheffield está situada en las coordenadas geográficas 53°23′ N y 1°28′ O. Al norte limita con el municipio metropolitano de Barnsley; la frontera meridional y occidental la comparte con Derbyshire - en la primera mitad del siglo XX Sheffield extendió sus límites al sur en Derbyshire, anexando de esta forma algunas aldeas, incluyendo Totley, Dore y Mosborough-; mientras que al oeste de la ciudad está el parque nacional Peak District y la cordillera Peninos.
Sheffield es una ciudad geográficamente diversa. La ciudad se sitúa en un anfiteatro natural creado por varias colinas y la confluencia de cinco ríos: Don, Haz, Rivelin, Loxley y Porter. La mayor parte de la ciudad está construida en las laderas, con panoramas al centro de la ciudad o hacia el campo. El punto más bajo de la ciudad está a 10 metros por sobre el nivel del mar, mientras que algunas partes de la ciudad están por encima de los 500 m. Sin embargo, el 89 % de las viviendas están entre los 100 y los 200 m s. n. m.
Con un total estimado de más de dos millones de árboles, Sheffield tiene más árboles por persona que cualquier otra ciudad en Europa.[cita requerida] Cuenta con más de 170 bosques - cubren una superficie de 28,27 km² -, 78 parques públicos - cubren 18,30 km² - y 10 jardines públicos. Lo que añadido a los 134,66 km² de parque nacional y a los 10,87 km² de agua significan que el 61 % de la ciudad es un espacio verde.
Sheffield también tiene una variedad muy amplia de hábitats, comparada con cualquier otra ciudad en el Reino Unido: urbano, zonas verdes y bosques, tierras agrícolas y cultivables, páramos, prados y hábitats de agua dulce. Extensas partes de la ciudad se señalan como sitios de especial interés científico, incluyendo varias áreas urbanas.
Los actuales límites de ciudad fueron fijados en 1974 (con una leve modificación en 1994) cuando el antiguo condado borough de Sheffield se fusionó con el distrito urbano de Stocksbridge y dos parroquias del Distrito rural de Wortley. Esta área incluye una parte significativa del campo circundante de la región urbana principal. Aproximadamente un tercio de Sheffield se encuentra en el parque nacional Peak District (ninguna otra ciudad inglesa incluye partes de un parque nacional dentro de sus límites). Sheffield se jacta a menudo de ser la ciudad más verde de Europa, afirmación que fue reforzada cuando ganó la competición Entente Florale en 2005.

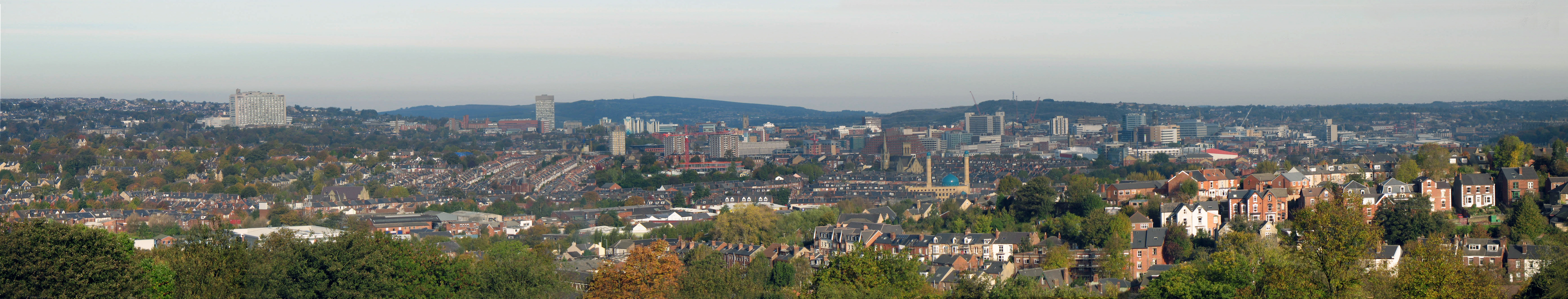
Panorama de la ciudad desde el parque Meersbrook.

### Clima
Al igual que el resto del Reino Unido, el clima en Sheffield es generalmente templado. Entre 1971 y 2000 Sheffield promedió una precipitación de 824,7 mm por año; siendo diciembre el mes más lluvioso (91,9 mm) y julio el más seco (51,0 mm). El promedio de la máxima temperatura anual media es de 12 °C, y la temperatura media mínima anual corresponde a 6,5 °C. El mes más cálido es julio, con una temperatura máxima promedio de 20,8 °C y los meses de enero y febrero, con una media mínima de 1,6 °C.
| Temperatura                                                        | Temperatura | Temperatura | Temperatura | Temperatura | Temperatura | Temperatura | Temperatura | Temperatura | Temperatura | Temperatura | Temperatura | Temperatura | Temperatura |
| Mes                                                                | Ene         | Feb         | Mar         | Abr         | May         | Jun         | Jul         | Ago         | Sep         | Oct         | Nov         | Dic         | Anual       |
| ------------------------------------------------------------------ | ----------- | ----------- | ----------- | ----------- | ----------- | ----------- | ----------- | ----------- | ----------- | ----------- | ----------- | ----------- | ----------- |
| Media alta °C                                                      | 5,5         | 6           | 9,5         | 14          | 17          | 20          | 25          | 22          | 18          | 14          | 8           | 7           | 12          |
| Media baja °C                                                      | 1,6         | 1,6         | 3           | 4,5         | 6,5         | 10,5        | 12,5        | 12          | 10,5        | 7,5         | 4,5         | 2           | 6,5         |
| Fuente: J. W. Baggaley, Director de Museos, Sheffield City Council |             |             |             |             |             |             |             |             |             |             |             |             |             |

| Parámetros climáticos promedio de Sheffield, Yorkshire, Inglaterra | Parámetros climáticos promedio de Sheffield, Yorkshire, Inglaterra | Parámetros climáticos promedio de Sheffield, Yorkshire, Inglaterra | Parámetros climáticos promedio de Sheffield, Yorkshire, Inglaterra | Parámetros climáticos promedio de Sheffield, Yorkshire, Inglaterra | Parámetros climáticos promedio de Sheffield, Yorkshire, Inglaterra | Parámetros climáticos promedio de Sheffield, Yorkshire, Inglaterra | Parámetros climáticos promedio de Sheffield, Yorkshire, Inglaterra | Parámetros climáticos promedio de Sheffield, Yorkshire, Inglaterra | Parámetros climáticos promedio de Sheffield, Yorkshire, Inglaterra | Parámetros climáticos promedio de Sheffield, Yorkshire, Inglaterra | Parámetros climáticos promedio de Sheffield, Yorkshire, Inglaterra | Parámetros climáticos promedio de Sheffield, Yorkshire, Inglaterra | Parámetros climáticos promedio de Sheffield, Yorkshire, Inglaterra |
| Mes                                                                | Ene.                                                               | Feb.                                                               | Mar.                                                               | Abr.                                                               | May.                                                               | Jun.                                                               | Jul.                                                               | Ago.                                                               | Sep.                                                               | Oct.                                                               | Nov.                                                               | Dic.                                                               | Anual                                                              |
| ------------------------------------------------------------------ | ------------------------------------------------------------------ | ------------------------------------------------------------------ | ------------------------------------------------------------------ | ------------------------------------------------------------------ | ------------------------------------------------------------------ | ------------------------------------------------------------------ | ------------------------------------------------------------------ | ------------------------------------------------------------------ | ------------------------------------------------------------------ | ------------------------------------------------------------------ | ------------------------------------------------------------------ | ------------------------------------------------------------------ | ------------------------------------------------------------------ |
| Temp. máx. abs. (°C)                                               | 13.9                                                               | 17.6                                                               | 23.3                                                               | 24.8                                                               | 28.2                                                               | 30.7                                                               | 33.3                                                               | 34.3                                                               | 28.4                                                               | 25.7                                                               | 17.6                                                               | 17.6                                                               | 34.3                                                               |
| Temp. máx. media (°C)                                              | 6.8                                                                | 7.1                                                                | 9.8                                                                | 12.5                                                               | 16.1                                                               | 18.8                                                               | 21.1                                                               | 20.6                                                               | 17.7                                                               | 13.5                                                               | 9.5                                                                | 6.9                                                                | 13.4                                                               |
| Temp. media (°C)                                                   | 4.4                                                                | 4.4                                                                | 6.6                                                                | 8.7                                                                | 11.8                                                               | 14.7                                                               | 16.9                                                               | 16.5                                                               | 14.0                                                               | 10.5                                                               | 7.0                                                                | 4.6                                                                | 10.0                                                               |
| Temp. mín. media (°C)                                              | 1.9                                                                | 1.7                                                                | 3.3                                                                | 4.8                                                                | 7.5                                                                | 10.5                                                               | 12.7                                                               | 12.4                                                               | 10.3                                                               | 7.5                                                                | 4.5                                                                | 2.3                                                                | 6.6                                                                |
| Temp. mín. abs. (°C)                                               | -9.2                                                               | -8.3                                                               | -8.3                                                               | -6.6                                                               | -0.7                                                               | 1.4                                                                | 3.9                                                                | 4.2                                                                | 1.9                                                                | -4.1                                                               | -7.2                                                               | -9.1                                                               | -9.2                                                               |
| Precipitación total (mm)                                           | 83.4                                                               | 60.4                                                               | 63.4                                                               | 65.5                                                               | 53.8                                                               | 75.6                                                               | 56.0                                                               | 65.3                                                               | 63.8                                                               | 81.2                                                               | 79.4                                                               | 86.7                                                               | 834.6                                                              |
| Días de lluvias (≥ 1.0 mm)                                         | 13.4                                                               | 10.5                                                               | 12.3                                                               | 10.3                                                               | 9.6                                                                | 9.1                                                                | 9.2                                                                | 9.9                                                                | 8.9                                                                | 12.7                                                               | 12.6                                                               | 13.0                                                               | 131.6                                                              |
| Horas de sol                                                       | 45.2                                                               | 68.3                                                               | 111.9                                                              | 144.0                                                              | 190.9                                                              | 179.5                                                              | 199.5                                                              | 185.0                                                              | 136.2                                                              | 90.7                                                               | 53.7                                                               | 40.0                                                               | 1444.9                                                             |
| Fuente n.º 1: Met Office                                           |                                                                    |                                                                    |                                                                    |                                                                    |                                                                    |                                                                    |                                                                    |                                                                    |                                                                    |                                                                    |                                                                    |                                                                    |                                                                    |
| Fuente n.º 2: KNMI                                                 |                                                                    |                                                                    |                                                                    |                                                                    |                                                                    |                                                                    |                                                                    |                                                                    |                                                                    |                                                                    |                                                                    |                                                                    |                                                                    |

### Subdivisiones
Sheffield se compone de numerosos barrios y suburbios, muchos de los cuales se desarrollaron a partir de pueblos o aldeas que fueron anexadas a Sheffield mientras crecía. Estas zonas históricas son ignoradas en gran parte por la administración moderna y las divisiones políticas de la ciudad; en cambio está dividida en 28 distritos electorales. Cada distrito generalmente abarca de 4 a 6 zonas.

## Demografía
| Datos poblacionales de Sheffield comparados | Datos poblacionales de Sheffield comparados | Datos poblacionales de Sheffield comparados | Datos poblacionales de Sheffield comparados |
| Censo de 2001                               | Sheffield                                   | Yorkshire del Sur                           | Inglaterra                                  |
| ------------------------------------------- | ------------------------------------------- | ------------------------------------------- | ------------------------------------------- |
| Población                                   | 513 234                                     | 1 266 338                                   | 49 138 831                                  |
| Extranjeros                                 | 6,4 %                                       | 8,9 %                                       | 9,2 %                                       |
| Blancos                                     | 91 %                                        | 95 %                                        | 91 %                                        |
| Asiáticos                                   | 4,6 %                                       | 2,6 %                                       | 4,6 %                                       |
| Negros                                      | 1,8 %                                       | 0,9 %                                       | 2,3 %                                       |
| Cristianos                                  | 69 %                                        | 75 %                                        | 72 %                                        |
| Musulmanes                                  | 4,6 %                                       | 2,5 %                                       | 3,1 %                                       |
| Hindúes                                     | 0,3 %                                       | 0,2 %                                       | 1,1 %                                       |
| Sin religión                                | 17,9 %                                      | 14 %                                        | 15 %                                        |
| Sobre 75 años                               | 8,0 %                                       | 7,6 %                                       | 7,5 %                                       |
| Desempleados                                | 4,2 %                                       | 4,1 %                                       | 3,3 %                                       |

En el censo realizado en el Reino Unido durante 2001, la composición étnica de la población de Sheffield fue 91,2 % blancos, 4,6 % de Asia, 1,8 % negros, y el 1,6 % mixto. La población de Sheffield también tiene una gran presencia de personas provenientes de Polonia, Somalia, Eslovaquia, Yemen y de Albania. En términos de religión, 68,6% de la población son cristianos y el 4,6 % musulmanes. Otras religiones representan menos del 1 %. El número de las personas sin una religión está sobre el promedio nacional en 17,9 %, con 7,8 % que no indicó su religión.
Los resultados maritales señalaron una población soltera (jamás casada) de 139 603 personas, 197 754 casadas una o más veces, 40 329 personas divorciadas o separadas y por último 37 579 enviudados. El grupo quinario más grande es el grupo de 20 a 24 años de edad (9,4 %), principalmente debido a la gran población universitaria, sobre los 45 000 habitantes. La población activa corresponde a 208 251 personas, estando desempleados 15 637 de estos habitantes.

### Crecimiento poblacional
La población de Sheffield llegó a su nivel total máximo en el año 1951, con un registro de 577 050 habitantes y desde entonces ha experimentado un constante declive.
| Año                                               | 1801   | 1851    | 1901    | 1921    | 1941    | 1951    | 1961    | 1971    | 1981    | 1991    | 2001    |
| Población                                         | 60 095 | 161 475 | 451 195 | 543 336 | 569 884 | 577 050 | 574 915 | 572 794 | 530 844 | 528 708 | 513 234 |
| Fuente: Una visión de Gran Bretaña con el tiempo. |        |         |         |         |         |         |         |         |         |         |         |

## Deporte

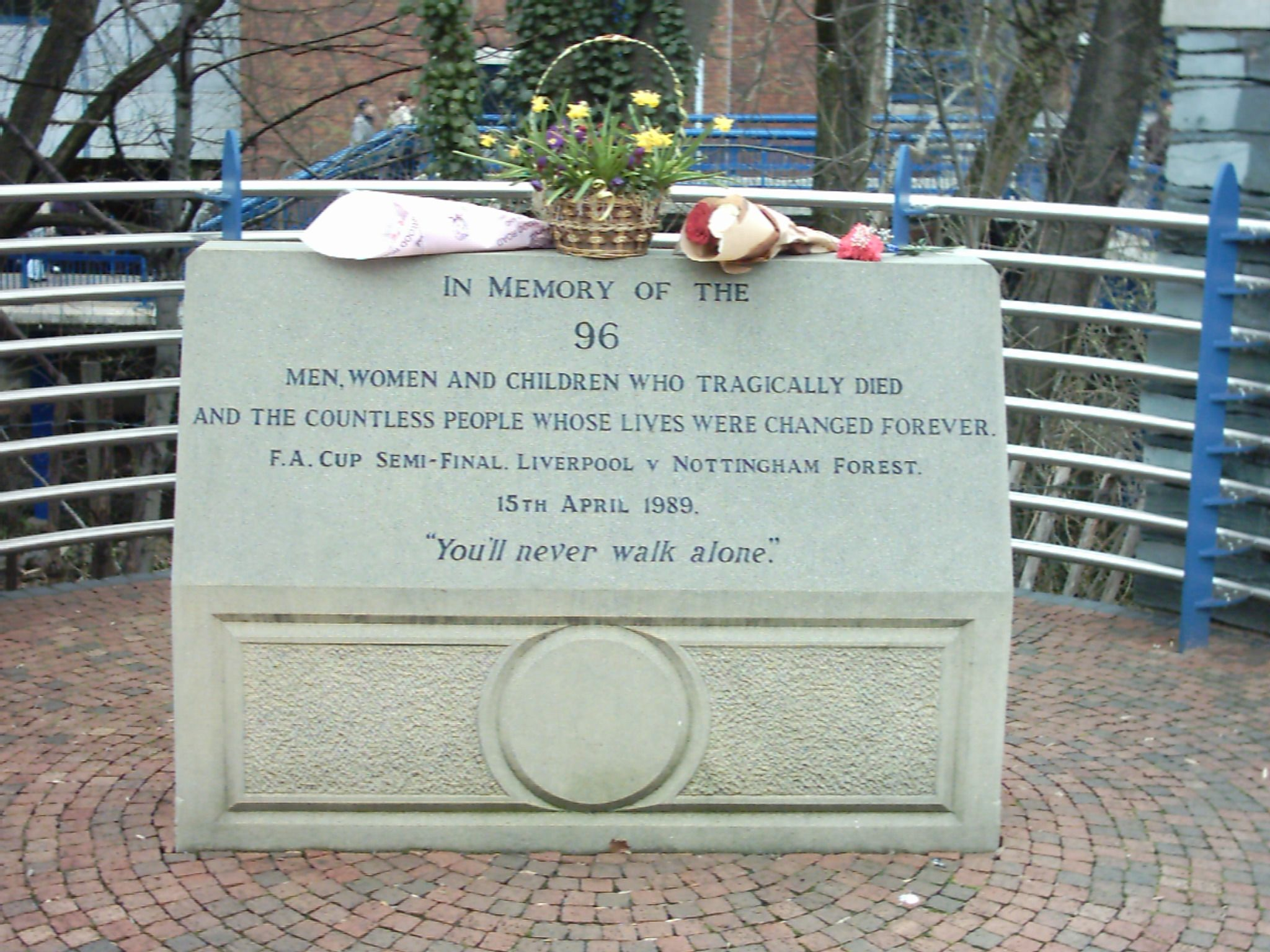
Placa en homenaje a las víctimas de la tragedia de Hillsborough, ubicada a las afueras del Estadio Hillsborough.

Sheffield tiene una larga herencia deportiva. En 1857 un grupo de jugadores de críquet formó el primer club oficial de fútbol, el Sheffield F.C., y para antes de 1860 ya había 15 clubes de fútbol en la ciudad. Actualmente hay sólo dos clubes en la Liga de Fútbol Inglesa, el Sheffield United (que juega en la Premier League) y el Sheffield Wednesday (en la Football League Championship), los cuales también se formaron a partir de clubes de críquet. El Sheffield F.C. y el Hallam F.C., este último también formado a partir de un club críquet, son los dos equipos más viejos del mundo. Además, el Hallam F.C. todavía juega en el campo de fútbol más antiguo del mundo, ubicado cerca del suburbio de Crosspool. Los duelos deportivos entre el Sheffield y el Hallam se han conocido con el nombre de Sheffield derby, mientras que los partidos entre el United y el Wednesday se denominan Steel City derby.
En abril de 1989, la tragedia golpeó a la ciudad cuando 96 fanáticos del Liverpool FC murieron aplastados en el Estadio Hillsborough.
Sheffield también tiene lazos cercanos con el snooker, debido a que en el Crucible Theatre de la ciudad se realiza el Campeonato Mundial de Snooker. El Abierto Inglés de Squash es realizado aquí cada año. El torneo International Open Bowls se efectúa en el Ponds Forge, un centro deportivo internacional. La ciudad también cuenta con los equipos Sheffield Eagles (Rugby League), Sheffield Tigers RUFC (Rugby), Sheffield Sharks (baloncesto), Sheffield Steelers (hockey sobre hielo) y el equipo Sheffield Tigers de Speedway. En Sheffield vive el campeón del Superbike de 2004 James Toseland y del escalador Joe Simpson. El exatleta Sebastian Coe creció en la ciudad y comenzó allí su carrera como miembro de los Hallamshire Harrier. El capitán del equipo inglés de críquet, Michael Vaughan, también vivió en la ciudad. El varias veces campeón de la copa del mundo de descenso en mountain bike Steve Peates es también de Sheffield, siendo nombrado doctor honoris causa por la Universidad de Sheffield Hallam en reconocimiento a su carrera deportiva.
Muchas de las instalaciones deportivas de Sheffield fueron construidas para los Juegos Universitarios, de los cuales la ciudad fue sede en 1991. Estas instalaciones incluyen el Estadio Atlético Internacional Don Valley, que es el estadio de atletismo más grande del Reino Unido, con una capacidad de 25 000 personas, el Hallam FM Arena y el Ponds Forge, complejo internacional de buceo y natación, en donde el medallista olímpico Leon Taylor entrenó. También hay instalaciones para escalada, golf y bowling. Por otra parte, en el año 2003 se inauguró IceSheffield, una arena de patinaje de hielo. La Aldea de Esquí de Sheffield (Sheffield Ski Village) es el resort de esquí artificial más grande de Europa. Sheffield fue la primera ciudad nacional de deporte del Reino Unido y actualmente es la casa para el Instituto Inglés de Deporte (English Institute of Sport).
| Predecesor: Duisburg | Universiadas 1991 | Sucesor: Buffalo |

## Cultura
El 7,2 % de la población activa de Sheffield está empleada en las industrias creativas, muy por encima de la media nacional de 4 %. Open Up Sheffield es un evento anual realizado durante los dos primeros fines de semana de mayo donde los artistas visuales locales y los trabajadores de artesanía fina invitan al público a sus estudios y a otros lugares.

### Música

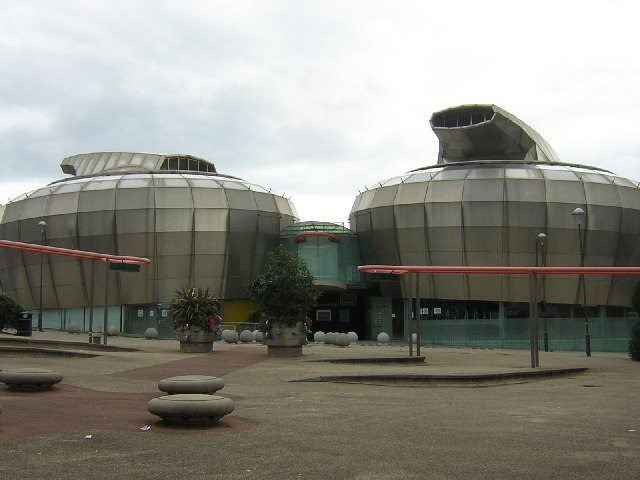
Centro Nacional para música popular.

En Sheffield han vivido conocidos grupos y músicos, con una cantidad excepcionalmente grande de conjuntos de música synth pop y electrónica. Entre otros grupos cabe citar The Human League, Heaven 17, Thompson Twins, Richard Hawley, Wavestar y otras más inclinadas a la música industrial como Cabaret Voltaire y Clock DVA. Esta tradición electrónica ha continuado en parte con ayuda de la compañía discográfica Warp Records, que fue el pilar central de algunos grupos como Yorkshire Bleeps and Bass a comienzos de los años 1990. Moloko, uno de los principales exponentes de la intelligent dance music, también fue formada en Sheffield. En esta ciudad también estaba el Gatecrasher One, una de las más populares discotecas en el norte de Inglaterra, y que fue demolida en 2007 tras los daños estructurales que sufrió a causa de un incendio el 18 de junio de ese mismo año.
Sheffield también ha visto el nacimiento de Pulp, Ishabella Hudson, Def Leppard, Joe Cocker, The Longpigs y los improvisadores Derek Bailey y Tony Oxley. Los ganadores del Mercury Prize en 1998, Gómez también están conectados con la ciudad, ya que algunos de los miembros fundadores del grupo estudiaron en la Universidad Hallam de Sheffield.
La ciudad es también el lugar de residencia del productor y compositor Eliot Kennedy, que ha trabajado con artistas como Bryan Adams, Spice Girls, S Club 7, Five, Delta Goodrem y Lovers Electric.
La banda Arctic Monkeys es especialmente notable por su gran uso de un acento característico de Sheffield en sus canciones. Procedentes del barrio High Green, sus letras son a menudo escritas en un dialecto de Yorkshire y contienen referencias a lugares locales como Rotherham, Hunter's Bar, Hillsborough y Shiregreen. Son una de las varias bandas indie que emergieron de la ciudad como parte del movimiento New Yorkshire.
Al igual que la banda Arctic Monkeys, también proviene de Sheffield Bring Me The Horizon, otra banda de gran reconocimiento a nivel mundial, perteneciente al género metalcore. Este par de bandas son el orgullo de la comunidad de Sheffield por sus grandes logros. Dentro de la escena de BMTH se encuentra While She Sleeps, banda de hardcore.
Los lazos de la ciudad con la música fueron reconocidos en el año 1999, cuando el Centro Nacional para la Música Popular, un museo dedicado al tema de la música popular, fue inaugurado. No fue tan acertado como se esperaba, sin embargo más adelante evolucionó y se convirtió en un lugar apto para la música en vivo.

### Educación

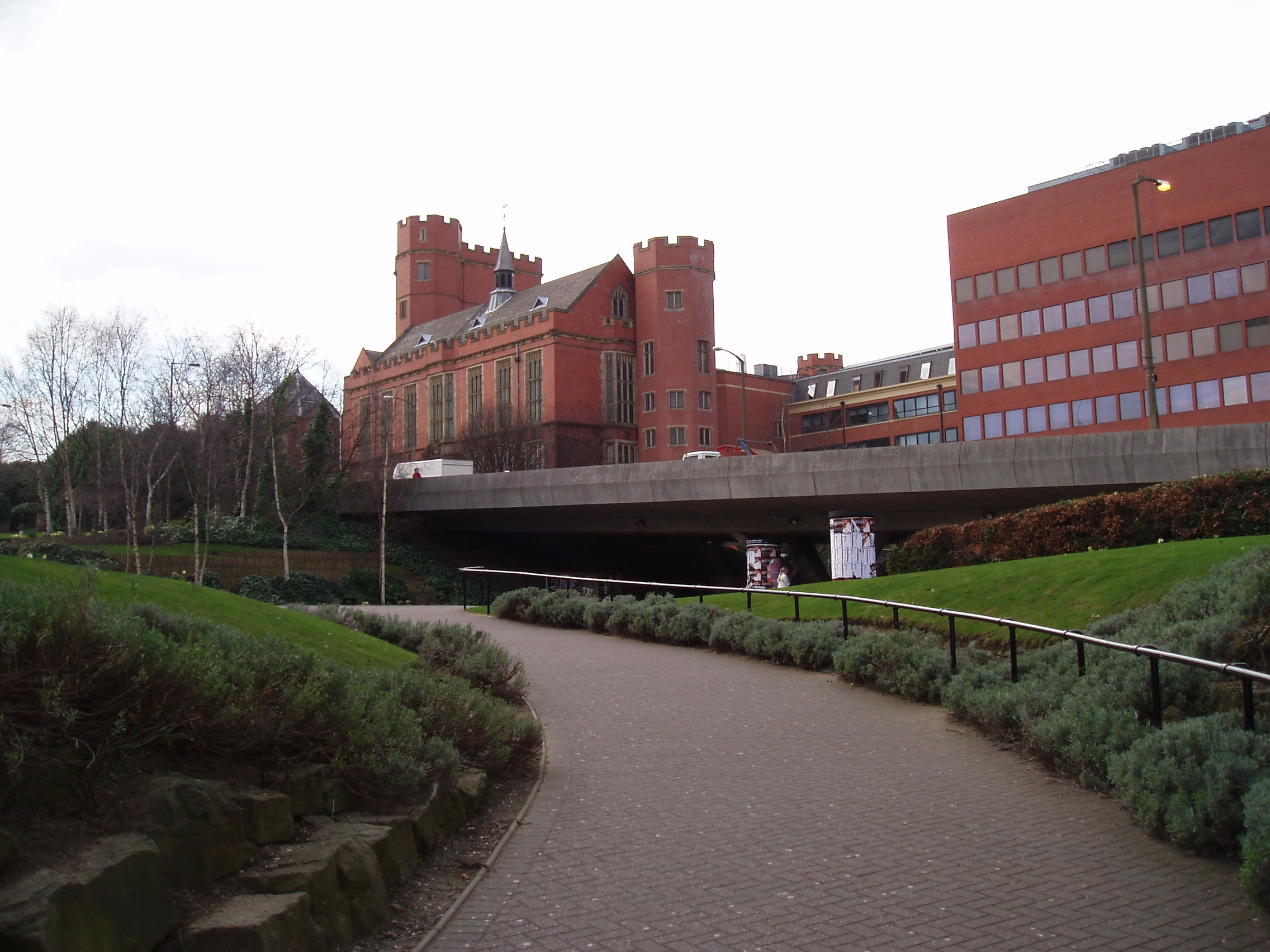
Universidad de Sheffield

Sheffield tiene dos universidades, la Universidad de Sheffield y la Universidad Hallam de Sheffield. Ambas reúnen a unos 45 000 estudiantes en la ciudad cada año, incluyendo muchos de Extremo Oriente. Como resultado de su gran población estudiantil, Sheffield tiene muchos bares, cafés, clubs y tiendas así como viviendas de estudiantes para alojarlos.
Sheffield tiene otros dos institutos de educación superior. Sheffield College fue creado originalmente de la fusión de seis colegios en torno a la ciudad, pero se reduce a cuatro centros principales, siendo estos:
- Castle College, ubicado en el centro de la ciudad.
- Hillsborough College, que sustituyó al Loxley College y al Parson Cross College en Stannington.
- Crystal Peaks, ubicado en las afueras de la ciudad.
- Norton College, que incluye el Peaks Centre.

Cada uno de estos institutos funciona como un componente semiautónomo del Sheffield College. En 2004 abrió sus puertas la otra institución de educación superior, el Longley Park Sexta Form College, administrado por la Local Education Authority (Autoridad Local Educativa). La ciudad también cuenta con 141 escuelas primarias y 23 escuelas secundarias.

## Ciudades hermanadas
Sheffield se hermana formalmente con:
- An-shan (China)
- Bochum (Alemania)
- Donetsk (Ucrania)
- Estelí (Nicaragua)

También está informalmente vinculada con Kawasaki en Japón, Kitwe en Zambia y Pittsburgh en Estados Unidos. Sheffield también ha tenido estrechos vínculos con Polonia, desde que los soldados polacos lucharon junto a las fuerzas británicas durante la Segunda Guerra Mundial. Como resultado, un consulado polaco fue abierto en la ciudad en 1997, siendo el primer nuevo consulado polaco en abrirse en el Reino Unido en más de sesenta años.